# 대한민국 민법 제206조
대한민국 민법 제206조는 권리의 적법의 추정에 대한 민법 물권법 점유권상 조문이다.

## 조문
제206조(점유의 보전) ① 점유자가 점유의 방해를 받을 염려가 있는 때에는 그 방해의 예방 또는 손해배상의 담보를 청구할 수 있다.
②공사로 인하여 점유의 방해를 받을 염려가 있는 경우에는 전조제3항의 규정을 준용한다.

第206條(占有의 保全) ① 占有者가 占有의 妨害를 받을 念慮가 있는 때에는 그 妨害의 豫防 또는 損害賠償의 擔保를 請求할 수 있다.
②工事로 因하여 占有의 妨害를 받을 念慮가 있는 境遇에는 前條第3項의 規定을 準用한다.

## 참고 문헌
- 오현수, 일본민법, 진원사, 2014. ISBN 978-89-6346-345-2
- 오세경, 대법전, 법전출판사 , 2014 ISBN 978-89-262-1027-7
- 이준현 , LOGOS 민법 조문판례집, 미래가치, 2015. ISBN 979-1-155-02086-9

## 같이 보기
- 점유권